# Ypthima diophthalma
Ypthima diophthalma är en fjärilsart som beskrevs av Prittwitz 1867. Ypthima diophthalma ingår i släktet Ypthima och familjen praktfjärilar. Inga underarter finns listade i Catalogue of Life.